# Сочнёв, Николай Ефремович
Николай Ефремович Сочнёв — советский хозяйственный, государственный и политический деятель, Герой Социалистического Труда.

## Биография
Родился 22 января (4 февраля) 1905 года в местечке Костюковичи, центре Костюковичской волости Климовичского уезда Могилёвской губернии, ныне город Костюковичи, центр Костюковичского района Могилёвской области Белоруссии. Из семьи крестьян. Русский. Член ВКП(б)/ КПСС. 
• Рано начал трудовую деятельность, с 13 лет занимался сельскохозяйственным трудом. В 20-летнем возрасте пришёл в металлургическую промышленность, когда стал работать на Брянском металлургическом заводе (ныне публичное акционерное общество «ЕВРАЗ — Днепропетровский металлургический завод имени Г. И. Петровского») в городе Екатеринослав Екатеринославского округа (с 1926 года город Днепропетровск, до 1930 года центр Днепропетровского округа) Украинской ССР. Работал помощником горнового, затем вторым и первым горновым в доменном цехе. Без отрыва от производства окончил курсы, затем металлургический техникум.
• В 1931 году был направлен на работу в город Сталинск Западно-Сибирского края (ныне город Новокузнецк в составе Кемеровской области), работал сменным мастером на Кузнецком металлургическом комбинате (ныне ОАО «Новокузнецкий металлургический комбинат»), который только ещё вводился в строй. Принимал участие в задувке первых доменных печей комбината. С 1934 года жил и работал в городе Липецк Воронежской области (с 1954 года — центр Липецкой области), куда был переведён на должность старшего мастера доменного цеха Новолипецкого металлургического завода (ныне ОАО «Новолипецкий металлургический комбинат»). Завод только вводился в строй: 7 ноября 1934 года была задута первая, а 14 ноября 1935 года пущена вторая доменная печь. Николай Ефремович принимал активное участие в пуске первой и второй домен завода, выплавке первого чугуна.
• В годы Великой Отечественной войны с приближением фронта к городу он участвовал в демонтаже доменных печей для эвакуации на Урал, в город Челябинск, в перестройке цехов завода на производство оборонной продукции (на оставшейся части оборудования выполнялись заказы для фронта) и с 1942 года руководил литейным цехом завода. Его трудовые подвиги в тылу были отмечены медалью «За доблестный труд в Великой Отечественной войне 1941—1945 гг.».
• С 1920 года — на хозяйственной, общественной и политической работе. В 1920—1963 гг. — крестьянин в хозяйстве родителей, помощник горнового,  второй и первый горновым в доменном цехе на Брянском металлургическом заводе, сменный мастер на Кузнецком металлургическом комбинате, старший мастер доменного цеха Новолипецкого металлургического завода, начальник литейного цеха Челябинского металлургического завода, старший мастер доменного цеха Новолипецкого металлургического завода Липецкого совнархоза.
Указом Президиума Верховного Совета СССР от 19 июля 1958 года присвоено звание Героя Социалистического Труда с вручением ордена Ленина и золотой медали «Серп и Молот».
Делегат XXI съезда КПСС.
Умер в Липецке в 1985 году.